# Vedhika Kumar
Vedhika Kumar es una actriz y modelo india que ha logrado establecer una carrera en las industrias cinematográficas de Malayalam, Telugu, Tamil y Kannada.
Vedhika Kumar inició su trayectoria como actriz con la película tamil "Madrasi". Sin embargo, alcanzó el reconocimiento al interpretar a Angamma en la película de época "Paradesi" (2013) de Bala, por la que recibió elogios de la crítica y varios premios. Un año después, protagonizó "Kaaviya Thalaivan" (2014). En 2016, su película en kannada, "Shivalinga", se convirtió en uno de los mayores éxitos de taquilla de la industria de Kannada. En 2019, formó parte del elenco de "Kanchana 3", una de las películas tamiles más exitosas del año. Además, incursionó en Bollywood ese mismo año con la película "The Body".

## Primeros años de vida
Vedhika, a pesar de ser criada en Mumbai, tiene raíces familiares en las zonas fronterizas de los estados de Maharashtra y Karnataka. Su lengua materna es el kannada.

## Carrera
Al principio de su carrera, Vedhika incursionó en el modelaje y protagonizó un destacado anuncio de galletas junto al reconocido actor Suriya. Más tarde, Arjun la seleccionó para el papel principal en su producción "Madrasi", que, aunque le proporcionó una oportunidad, su actuación pasó relativamente desapercibida debido al enfoque en la imagen de acción de Arjun. Tras el lanzamiento de "Madrasi", Vedhika estaba programada para protagonizar una película en hindi de alto presupuesto, "Jai Santoshi Maa", una nueva versión de la película de 1975 del mismo nombre. Sin embargo, esta película no se materializó y Vedhika continuó su carrera en el cine del sur de la India.

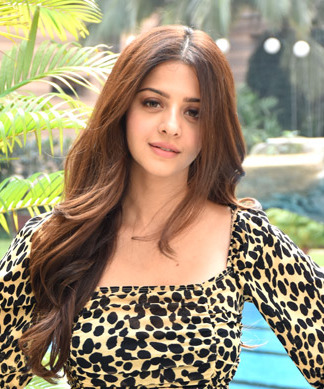
Vedhika en las promociones de The Body

Posteriormente, apareció en la comedia de terror "Muni" de Raghava Lawrence, aunque su papel fue limitado y la película tuvo un desempeño comercial moderado. Su debut en telugu fue en "Vijayadasami", una adaptación de la película tamil "Sivakasi", donde su actuación fue elogiada como "buena" y "normal" por los críticos.
En 2008, Vedhika experimentó altibajos en su carrera cinematográfica. Su primera película del año, "Kaalai", protagonizada por Silambarasan, no logró impresionar a los críticos ni al público, convirtiéndose en un fracaso comercial. Sin embargo, su actuación en el número de baile "Kutti Pisase" recibió elogios por parte de la crítica.
Posteriormente, su participación en "Sakkarakatti" también enfrentó críticas y no tuvo éxito en la taquilla. Aunque la película presentaba a Shanthnoo Bhagyaraj debutando como protagonista y contaba con la música de AR Rahman, el papel de Vedhika fue uno de los pocos aspectos destacados del proyecto.
Más tarde el mismo año, Vedhika protagonizó "Sangama" en kannada, junto a Ganesh, recibiendo buenas críticas por su actuación. Al año siguiente, en "Malai Malai" interpretó a la radio DJ Anjali, contribuyendo al éxito comercial de la película, aunque su papel fue considerado más como un atractivo visual que como un desafío interpretativo.
Regresó a las películas en telugu en 2009 con "Baanam", donde su actuación recibió elogios y su química en pantalla con Nara Rohit fue bien recibida por la crítica. Después de un breve descanso, Vedhika apareció en un anuncio destacado con Karthi para Airtel. Posteriormente, protagonizó "Daggaraga Dooranga" en telugu junto a Sumanth, que recibió críticas promedio tras su lanzamiento en agosto de 2011.

### 2013-presente: progreso y éxito

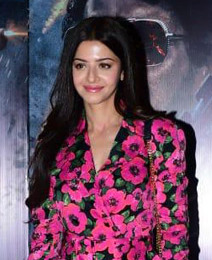
Vedhika en el estreno de Kabzaa

La actriz fue seleccionada por el director Bala para "Paradesi" (2013), una adaptación de la novela trágica de 1969 "Té rojo", ambientada en los años 1930. Recomendada por la actriz Sangeetha, Vedhika firmó el proyecto en diciembre de 2011 y se comprometió a no aceptar ningún otro papel hasta el estreno de la película. Para este papel, adoptó una apariencia desglamurada y retrató a un personaje de pueblo por primera vez en su carrera.
La película, en la que también actuaron Adharvaa y Dhansika, recibió críticas unánimemente positivas tras su lanzamiento en marzo de 2013 y tuvo un buen desempeño en taquilla. La actuación de Vedhika como Angamma fue elogiada por los críticos, quienes destacaron su habilidad para mostrar sus talentos actorales. Indiaglitz.com elogió su actuación como memorable, mientras que Rediff.com señaló que retrató a una joven del pueblo de manera perfecta y Sify.com la calificó como fascinante.
En el mismo año, su segunda película de 2013, "Sringaravelan" en malayalam, se convirtió en uno de los mayores éxitos comerciales del año en la industria cinematográfica.
Después, Vedhika trabajó en la película de ficción histórica de Vasanthabalan, "Kaaviya Thalaivan" (2014), ambientada en la escena teatral de Madrás de la década de 1920, donde compartió pantalla con Prithviraj Sukumaran y Siddharth. Al interpretar a un personaje inspirado en el artista escénico KB Sundarambal, Vedhika consideró que era una "oportunidad única en la vida" y aceptó el papel inmediatamente después de recibir la oferta.Para prepararse para su papel, Vedhika estudió las primeras películas tamiles y vídeos dramáticos, aunque a todos los actores se les animó a agregar su toque personal a sus personajes para lograr autenticidad. Además, perfeccionó sus habilidades de danza clásica y trabajó con el coreógrafo Raghuram para una secuencia de baile extendida en la película.
La película se estrenó en noviembre de 2014 con críticas positivas, y la actuación de Vedhika fue elogiada unánimemente por los críticos de cine. Un crítico de Sify.com destacó que "es tan bueno ver a Vedhicka en un papel en el que no sólo luce hermosa sino que ofrece una actuación brillante como Vadivambal", mientras que Behindwoods.com añadió que es un "papel sustancial y de actriz de ojos grandes" en el que aprovechó plenamente su oportunidad.